# Темпа дел Конте (Потенца)
Темпа дел Конте (итал. Tempa del Conte) је насеље у Италији у округу Потенца, региону Базиликата.
Према процени из 2011. у насељу је живело 56 становника. Насеље се налази на надморској висини од 1006 м.